# Mekhi Blackmon
Mekhi Blackmon (geboren am 18. März 1999 in Hayward, Kalifornien) ist ein US-amerikanischer American-Football-Spieler auf der Position des Cornerbacks. Er spielte College Football für die Colorado Buffaloes sowie die USC Trojans und wurde im NFL Draft 2023 in der dritten Runde von den Minnesota Vikings ausgewählt.

## Frühe Jahre und College
Blackmon wurde im kalifornischen Hayward geboren und wuchs in East Palo Alto in der San Francisco Bay Area auf. Er besuchte die Saint Francis High School und ab seinem zweiten Highschool-Jahr die Menlo-Atherton High School und spielte Basketball sowie Football als Wide Receiver und als Defensive Back. Wegen seines Schulwechsels konnte er in seinem dritten Jahr an der Highschool nicht spielen. Blackmon schaffte es in seiner Schulzeit nicht auf das Radar von College-Football-Scouts und ging ab 2017 auf das College of San Mateo, ein Community College in San Mateo. Nachdem er bis dahin viel in der Offense gespielt hatte, kam er dort ausschließlich als Cornerback zum Einsatz. Mit einer Bilanz von 11–2 gelang San Mateo seine bis dahin erfolgreichste Saison, Blackmon verzeichnete dabei 20 Tackles und eine Interception. Daraufhin erhielt er 2018 ein Stipendienangebot der University of Colorado Boulder und spielte die folgenden vier Saisons College Football für die Colorado Buffaloes.
In seiner ersten Saison für Colorado kam Blackmon als Ersatzspieler zu Einsätzen in acht Partien, davon dreimal als Starter, und spielte bei 172 defensiven Snaps. Nach überzeugenden Leistungen in der Vorbereitung auf die Saison 2019 ging er als Starter in sein zweites Jahr bei den Buffaloes. Allerdings bremste ihn eine Schulterverletzung nach seinen ersten beiden Partien aus, sodass er insgesamt lediglich vier Einsätze verzeichnete, wodurch ihm die Saison als medizinisches Redshirtjahr angerechnet werden konnte. In der aufgrund der COVID-19-Pandemie in den Vereinigten Staaten verkürzten Saison 2020 war Blackmon Stammspieler und bestritt alle sechs Spiele als Starter. In der Saison 2021 verzeichnete er 41 Tackles, vier abgewehrte Pässe, eine Interception und einen eroberten Fumble. Drei Spiele verpasste er verletzungsbedingt. Im Januar 2022 entschied Blackmon sich für einen Wechsel auf die University of Southern California zu den USC Trojans. Für Colorado hatte er 27 Spiele absolviert, davon 19 als Starter. In der Saison 2022 erzielte Blackmon bei den Trojans 66 Tackles sowie drei Interceptions und verhinderte zwölf Pässe. Er wurde in das All-Star-Team der Pacific-12 Conference gewählt.

## NFL
Im NFL Draft 2023 wurde Blackmon in der dritten Runde an 102. Stelle von den Minnesota Vikings ausgewählt. In seiner ersten NFL-Spielzeit erhielt er im Verlauf der Saison als dritter Cornerback hinter Byron Murphy und Akayleb Evans zunehmend Einsatzzeit. Am zehnten Spieltag gelang Blackmon gegen die New Orleans Saints seine erste Interception in der NFL, am zwölften Spieltag gegen die Chicago Bears war er erstmals Starter. In der Vorbereitung auf die Saison 2024 zog Blackmon sich im Juli in der ersten Einheit des Trainingscamps einen Kreuzbandriss zu und fiel damit für die gesamte Spielzeit aus.

### NFL-Statistiken
| Saison                             | Saison | Spiele                        | Spiele                        | Tackles                       | Tackles                       | Tackles                       | Tackles                       | Interceptions                 | Interceptions                 | Interceptions                 | Interceptions                 | Interceptions                 | Fumbles                       | Fumbles                       | Fumbles                       |                               |
| Jahr                               | Team   | Spiele                        | als Starter                   | Gesamt                        | Solo                          | Ast                           | Sacks                         | PD                            | INT                           | Yds                           | Lng                           | TD                            | FF                            | FR                            | TD                            |                               |
| ---------------------------------- | ------ | ----------------------------- | ----------------------------- | ----------------------------- | ----------------------------- | ----------------------------- | ----------------------------- | ----------------------------- | ----------------------------- | ----------------------------- | ----------------------------- | ----------------------------- | ----------------------------- | ----------------------------- | ----------------------------- | ----------------------------- |
| 2023                               | MIN    | 15                            | 3                             | 41                            | 34                            | 7                             | 0,0                           | 8                             | 1                             | 0                             | 0                             | 0                             | 0                             | 1                             | 0                             |                               |
| 2024                               | MIN    | kein Einsatz wegen Verletzung | kein Einsatz wegen Verletzung | kein Einsatz wegen Verletzung | kein Einsatz wegen Verletzung | kein Einsatz wegen Verletzung | kein Einsatz wegen Verletzung | kein Einsatz wegen Verletzung | kein Einsatz wegen Verletzung | kein Einsatz wegen Verletzung | kein Einsatz wegen Verletzung | kein Einsatz wegen Verletzung | kein Einsatz wegen Verletzung | kein Einsatz wegen Verletzung | kein Einsatz wegen Verletzung | kein Einsatz wegen Verletzung |
| Gesamt                             | Gesamt | 15                            | 3                             | 41                            | 34                            | 7                             | 0,0                           | 8                             | 1                             | 0                             | 0                             | 0                             | 0                             | 1                             | 0                             |                               |
| Quelle: pro-football-reference.com |        |                               |                               |                               |                               |                               |                               |                               |                               |                               |                               |                               |                               |                               |                               |                               |

## Persönliches
Blackmons Cousins KeeSean Johnson und Nahshon Wright sind ebenfalls Footballspieler. Johnson spielte am College für die Fresno State Bulldogs und kam in der NFL für die Arizona Cardinals zum Einsatz. Wright war am College für Oregon State aktiv und spielte ab 2021 in der NFL für die Dallas Cowboys. Im August 2024 wechselte Wright per Trade zu den Vikings.